# Fañch Peru
Œuvres principales
- Glizarc'hant (roman, 2002)
- Eus an aod vev d’ar c’hoad don (roman 2002)
- Kernigelled ar Goañv (roman, 1997)

Compléments
- Militant de l'Union démocratique bretonne (UDB)
- Maire de Berhet (Côtes-d'Armor) de 1983 à 2001

François Le Peru, dit Fañch Peru, né à Ploubezre (Côtes-du-Nord) dans le Trégor le 8 février 1940 et mort le 13 janvier 2023 à Lannion, est un écrivain et poète français de langue bretonne.

## Biographie
Fañch Peru a été longtemps professeur de français et de breton eu lycée de Tréguier où il s'est également occupé du Cercle culturel Ernest Renan. Il a écrit de nombreux articles dans des revues et magazines de langue bretonne tels que : Brud, Ar Falz, Pobl Vreizh, et publie ses ouvrages aux éditions Skol Vreizh installées à Morlaix (Montroulez en breton).
Il a été maire (UDB) de Berhet (Côtes-d'Armor) de 1983 à 2001.
Il meurt le 13 janvier 2023 à Lannion,,.

## Œuvres

### Romans et nouvelles
- (br) Ur C'huzhiad avaloù douss-trenk : kontadennoù ha danevelloù berr, Montroulez, Skol Vreizh, coll. « An Tri aval » (no 1), 1985, 80 p. (ISBN 2-903313-07-5).
- (br) Glizarc'hant : taolennoù eus an amzer a-vremañ, Montroulez, Skol Vreizh, coll. « Sterenn » (no 1), 1988, 136 p. (ISBN 2-903313-16-4).
- (br) Bugel ar C'hoad  (ill. Ifig Troadeg), Montroulez, Skol Vreizh, coll. « An Tri aval » (no 3), 1989, 71 p. (ISBN 2-903313-26-1)[4].
- (br) An traoniennoù glas : taolennoù eus an amzer a-vremañ, Montroulez, Skol Vreizh, coll. « Sterenn » (no 2), 1993, 135 p. (ISBN 2-903313-57-1).
- (br) Enezenn an eñvor, Montroulez, Skol Vreizh, coll. « Sterenn » (no 3), 1994, 135 p. (ISBN 2-903313-70-9).
- (br) Kernigelled ar goañv : taolennoù eus en amzer a-vremañ ha kontadennoù, Montroulez, Skol Vreizh, coll. « Sterenn » (no 4), 1997, 151 p. (ISBN 2-911447-17-4).
- (br + fr) Hentoù ar C'hornog : ha skridoù all / Chemins d'Occident : et autres textes, Berc'hed, Kan ar Stivell, 1998, 72 p. (ISBN 2-9512744-0-8).
- (br) Eñvorennoù Melen ki bihan rodellek, Montroulez, Skol Vreizh, 1999 (réimpr. 2002), 80 p. (ISBN 2-911447-36-0)[5].
- (br) Eus an aod vev d'ar c'hoad don : taolennoù eus an amzer a-vremañ, kronikoù ha danevelloù, Montroulez, Skol Vreizh, 2002, 137 p. (ISBN 2-911447-61-1).
- (br) Gwazkado, Montroulez, Skol Vreizh, 2004, 80 p. (ISBN 2-911447-98-0)[6].
- (br + fr) Gwenojennoù hon huñvreoù : primskeudennoù ha rimadelloù / Sentiers de nos rêves : instantanés et bouts rimés, Montroulez, Skol Vreizh, 2007, 103 p. (ISBN 978-2-915623-36-9) (avec un disque compact).
- (br) Bigorned-sukr ha bara-mel, Montroulez, Skol Vreizh, 2004, 134 p. (ISBN 978-2-36758-040-1)[7].
- (br) Ar c'hizeller hag ar Vorganez : ha marvailhoù all, Montroulez, Skol Vreizh, 2016, 83 p. (ISBN 978-2-36758-052-4).
- (br) E Seizh avel ar bed : danevelloù, Montroulez, Skol Vreizh, 2021, 93 p. (ISBN 978-2-36758-121-7).

### Poésie
- (br + fr) Etrezek an aber sall : primskeudennoù, Montroulez, Skol Vreizh, coll. « Divyezhek », 1995, 71 p. (ISBN 2-9512744-0-8).
- traduction avec Alan Kerven : (br) Kunihiko Fujii : Koroll an haïku, Montroulez, Skol Vreizh, 1999, 94 p. (ISBN 2-911447-33-6).
- (br) Va enezenn din-me, Montroulez, Skol Vreizh, coll. « Sterenn », 2000, 83 p. (ISBN 2-911447-46-8).
- (br + fr) Kan ar stivell / Le chant de la source, Montroulez, Skol Vreizh, 2012, 262 p. (ISBN 978-2-915623-94-9).

### Ouvrages pour la jeunesse
- (br) Teñzor Run ar Gov  (ill. Ifig Troadeg), Montroulez, Skol Vreizh, 1988 (réimpr. 2003), 79 p. (ISBN 2-903313-19-9)[8].
- (br) Kañfarded milin ar wern  (ill. Uriell Ollivier), Montroulez, Skol Vreizh, 2008, 93 p. (ISBN 978-2-915623-51-2).
- (br + fr) Ur vuhez kazh / Une vie de chat  (ill. Nanda Troman), Montroulez, Skol Vreizh, 2010, 63 p. (ISBN 978-2-915623-65-9)[9].

### Essais et articles
- « Les jeux de pardon en Bretagne », Annales de Bretagne et des pays de l'Ouest, t. 92, no 3 « Jeux et divertissements en Bretagne »,‎ 1985, p. 309-326 (lire en ligne ).
- « Renan et le peuple breton », dans Jean Balcou (dir.), Renan à Rosmapamon (actes de colloque, Comité Renan, septembre 2006), Perros-Guirrec, Anagrammes, coll. « Paroles & actes », 2007 (ISBN 2-84719-051-1), p. 80-92.